# Fulmaya, děvčátko s tenkýma nohama
Fulmaya, děvčátko s tenkýma nohama je dokumentární film Venduly Bradáčové z roku 2013. Kameru vedl Tomáš Nováček, autorkou hudby je představitelka hlavní role Dorota Nvotová.

## Obsah
Hlavní postavou příběhu je slovenská muzikantka a herečka Dorota Nvotová a její nepálské alter ego Fulmaya. Tato mladá žena se díky svému pojetí života stává ztělesněním polarity současného světa. Navzdory své pohodlné a poměrně úspěšné existenci v Evropě se vydala na dlouhou pouť s cílem najít sebe sama. Ta ji zavedla až do podhůří Himálají. V jednom z nejbídnějších a od naší kultury nejodlišnějších koutů světa nachází pokoj a klid. V Nepálu Dorota vede cestovní kancelář, zaměřenou na vysokohorskou turistiku. Pomocí jejího nepálského alter ega – Fulmayi – vstupujeme ale také do světa dětí na ulici a do života sirotčince Happy Home, o který se Dorota stará. Seznamujeme se zde s další důležitou postavou příběhu, tříletou holčičkou nalezenou na ulici a pojmenovanou po své zachránkyni – Fulmaya. Ta nám umožní sledovat paralelu dvou dívek stejného jména z naprosto odlišného světa.

## Výroba a přijetí
Film vznikl v koprodukci s Českou televizí, byl uveden na 48. MFF Karlovy Vary.
V roce 2013 vidělo film v českých kinech 4 269 diváků.

## Premiéra
Novinářská projekce byla 21. května 2013, v českých kinech měl premiéru 23. května 2013, na Slovensku 16. května 2013.

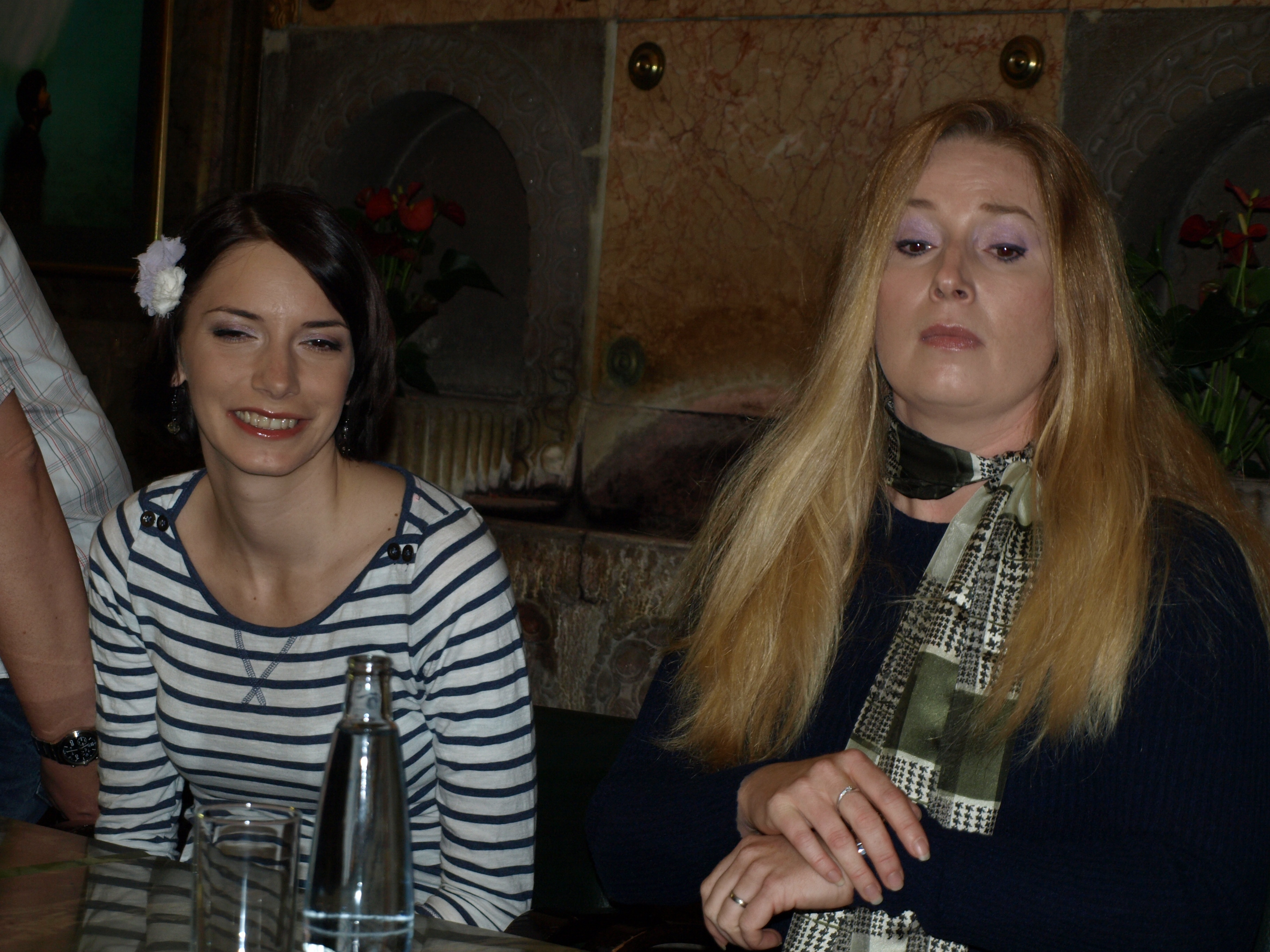
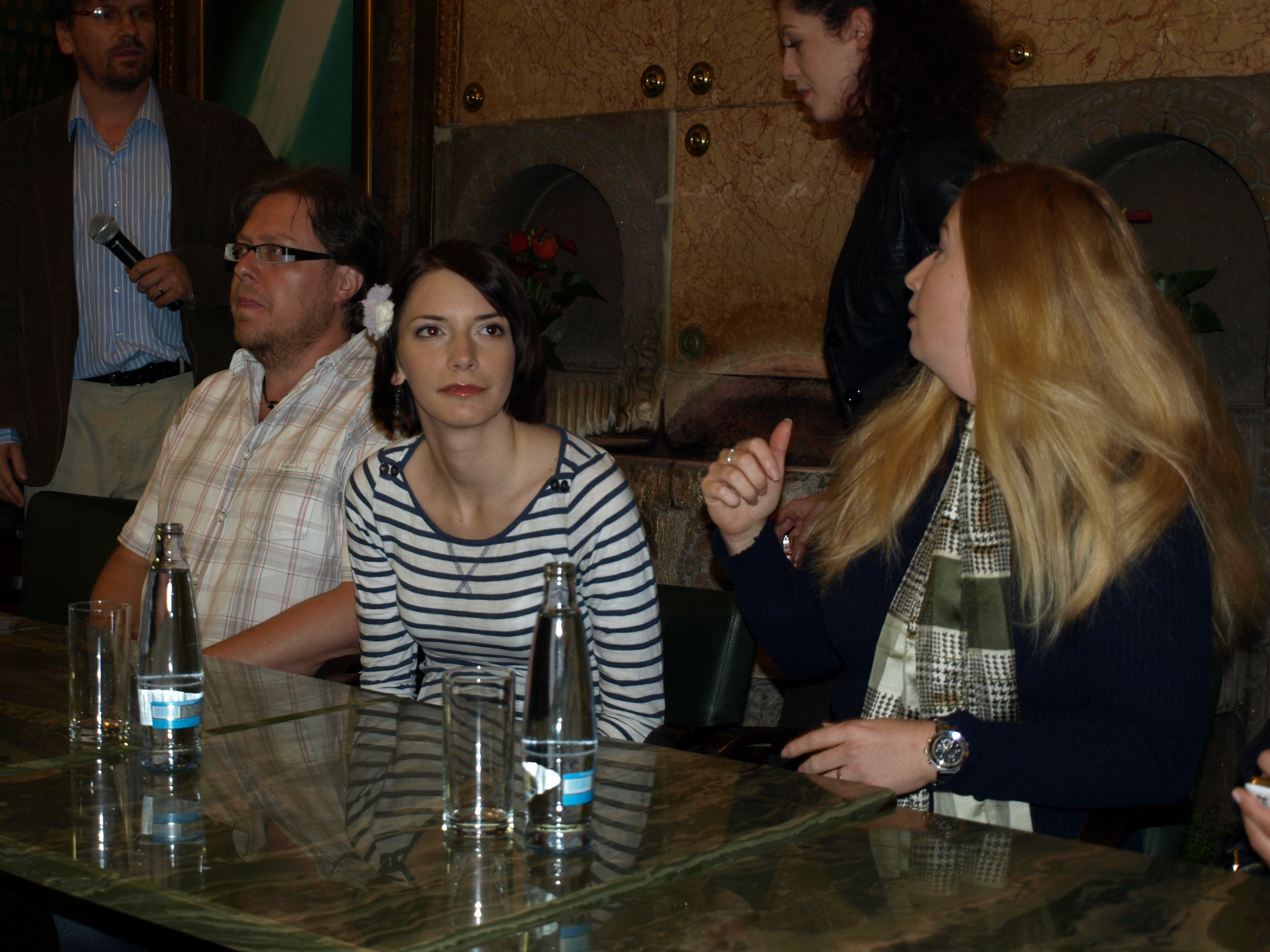
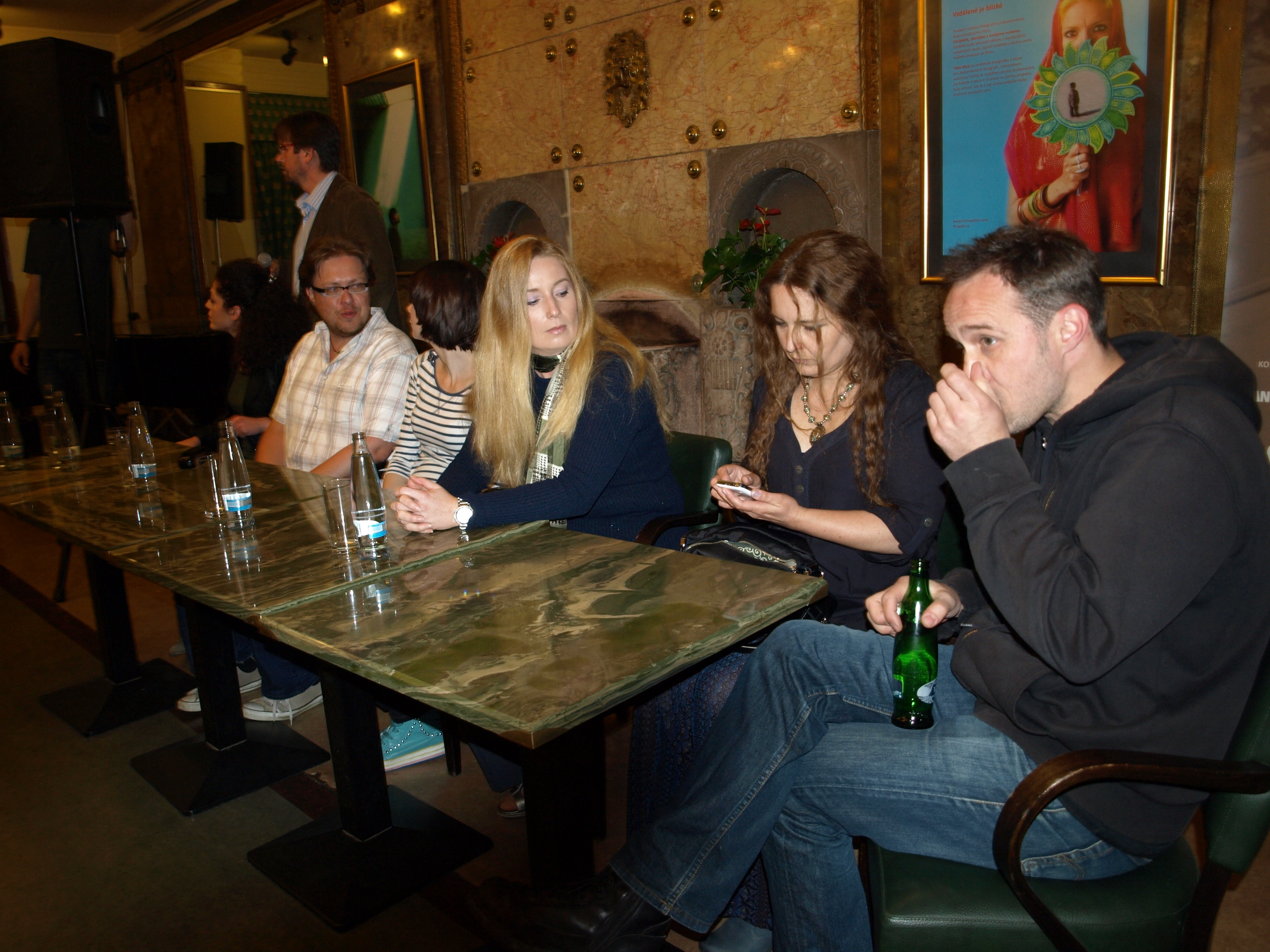
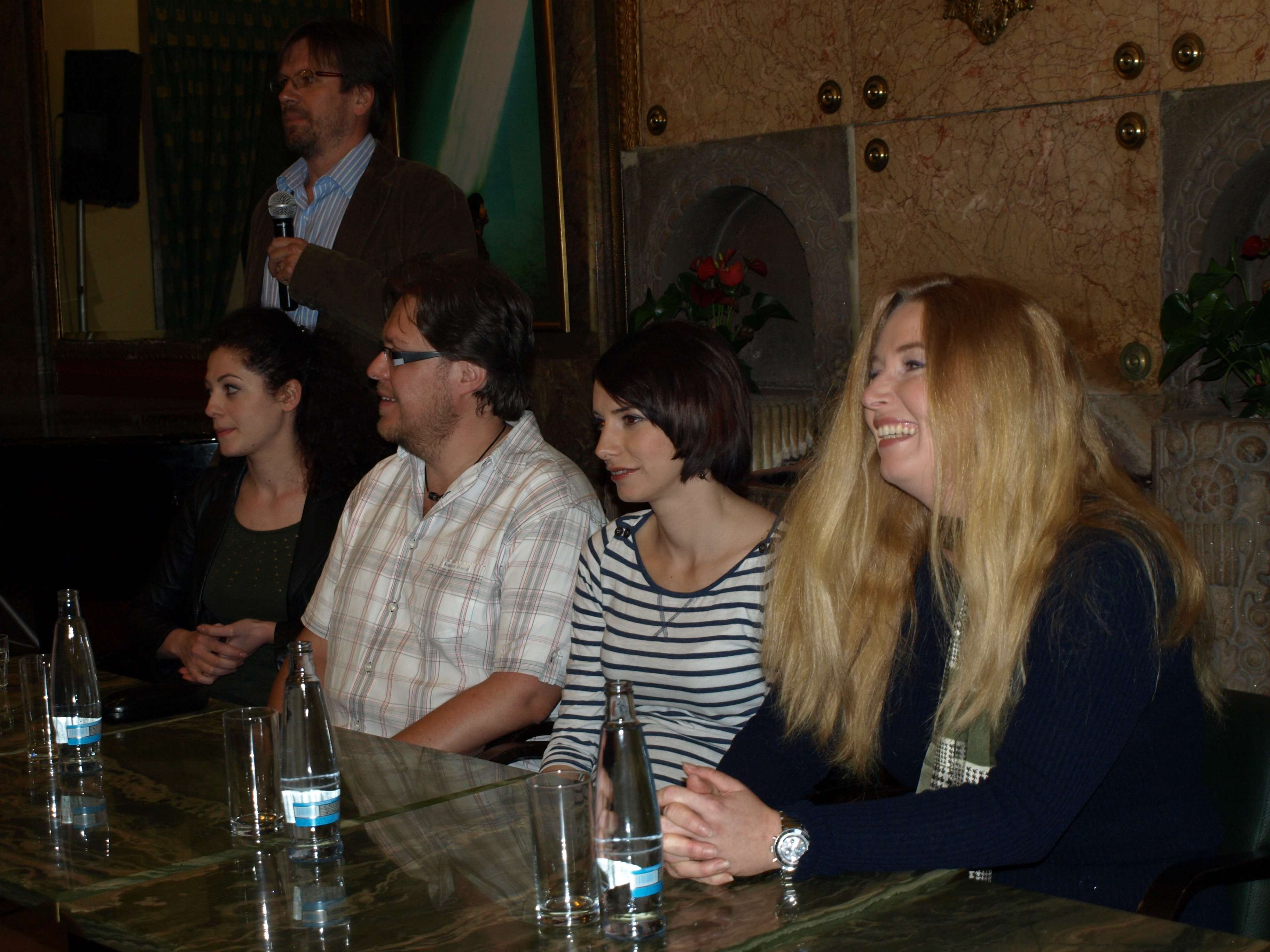